# Universität Bordeaux

Campus Pey-Berland

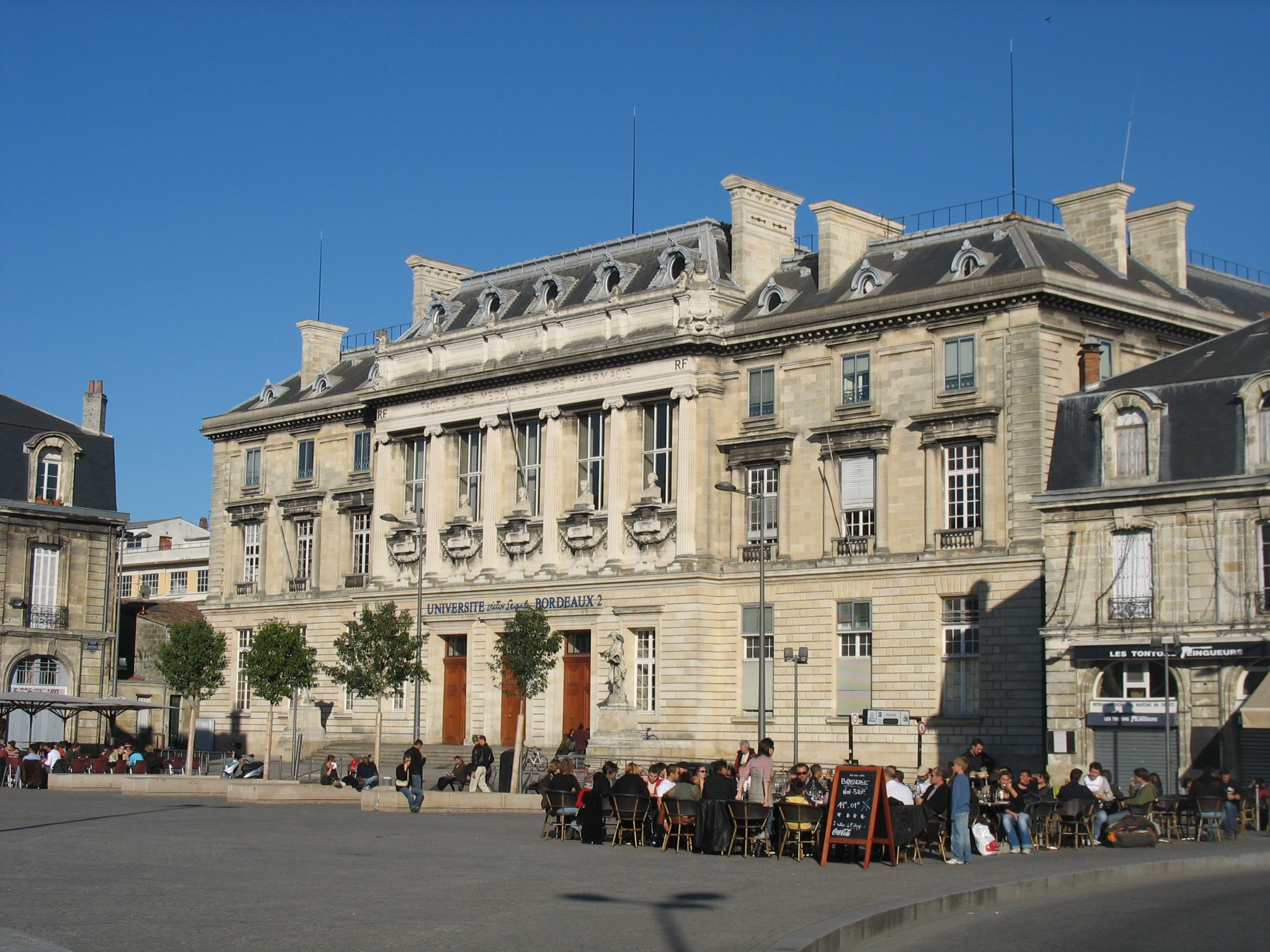
Campus la Victoire

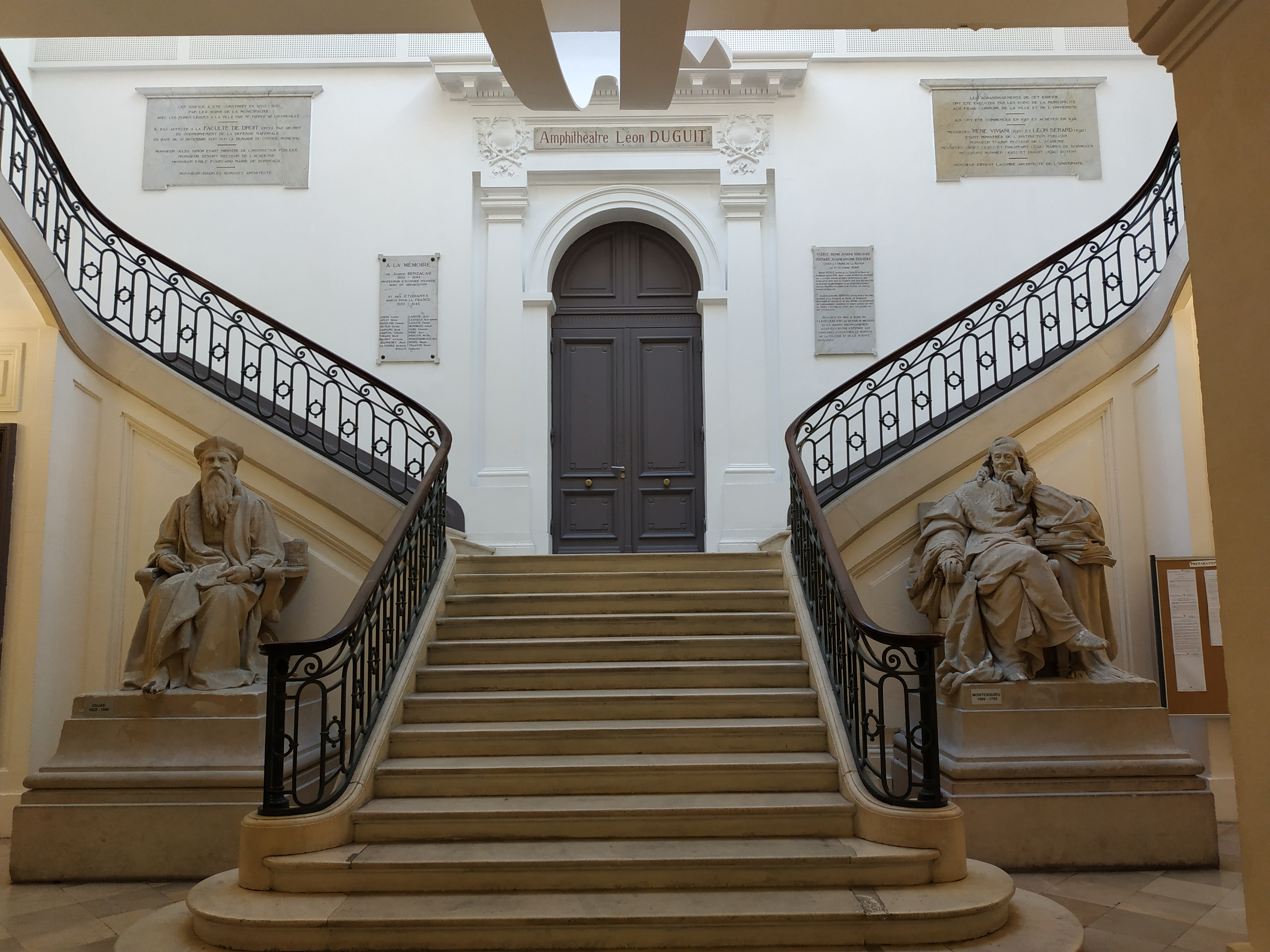
Hall

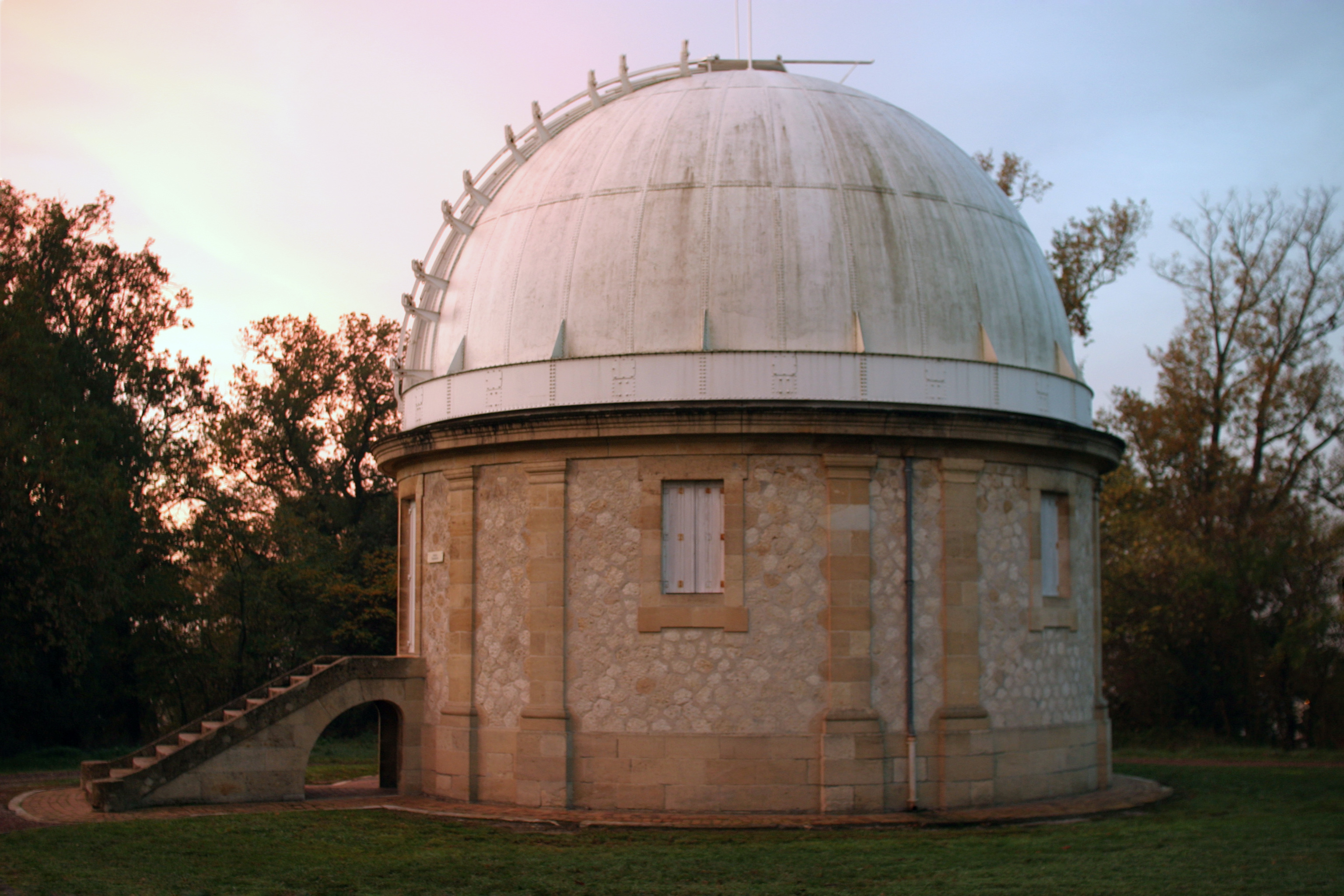
Campus Belvédère

Die Gründung der Universität Bordeaux (französisch Université de Bordeaux) durch Papst Eugen IV. geht auf das Jahr 1441 zurück.
Am 1. Januar 2014 wurde sie offiziell durch die Fusion von drei der vier Universitäten von Bordeaux wieder gegründet und zählt mehr als 50.000 Studenten.
Die drei fusionierten Universitäten sind:
- Universität Bordeaux I (Natur- und Ingenieurwissenschaften)
- Universität Victor Segalen Bordeaux II (Medizin, Geisteswissenschaften, Sport und Önologie)
- Universität Montesquieu Bordeaux IV (Rechts- und Wirtschaftswissenschaften)

Die Universität Michel de Montaigne Bordeaux III hat sich infolge der Fusion der 3 anderen Universitäten in Universität Bordeaux Montaigne umbenannt.

## Geschichte
Nach 1968 wurde die Universität in der Folge der Mai-Unruhen gezwungen, den Großteil der Aktivitäten aus der Stadt Bordeaux in Vororte zu verlagern. Heute hat der Großteil der Universitäten I, III und IV seinen Campus im Vorort Talence. Auch in Gradignan und Pessac gibt es Einrichtungen. Die Universität II ist überwiegend im Zentrum Bordeaux’ und teilweise in Gebäuden des 19. Jahrhunderts geblieben.

## Ranking
Im Academic Ranking of World Universities ist die Universität Bordeaux in der Gruppe der Rangziffern 151–200.